# Фернандо де Нороня
 Тази статия е за архипелага Фернандо де Нороня.  За бразилският музикант вижте Фернандо Нороня.  
Фернандо ди Нороня (на португалски: Fernando de Noronha) е бразилски архипелаг в Атлантическия океан, състоящ се от 13 острова и 8 скали с обща площ от 26 km² (площта на главния остров Фернандо де Нороня е 17 km²) и отстоящ на 545 km североизточно от брега на Бразилия. В административно отношение островите имат статут на щатски окръг, принадлежащи към щата Пернамбуко от 1988 г. насам, когато престават да бъдат федерална територия с ранг на щат. Главен град е Вила дос Ремедиос. Архипелагът се ръководи от генерален администратор (administrador-geral), назначаван от Федералното правителство. През 2020 г. населението е наброявало 3100 души.

## География
Архипелагът е с вулканичен произход. На югоизток се издига разрушен вулканичен конус височина 321 m. Климатът е субекваториален, горещ. Годишната сума на валежите е до 1300 mm с пролетно-лятно засушаване. Покрит е със сухолюбиви гори и храсти.
След кампанията, водена от гаучоския природозащитник Жозе Труда Палацо, през 1988 г. по-голямата част на архипелага, около 8 km², е обявена за национален парк, за защита на съществуващите ендемични видове, намиращи се там, както и района на концентрацията на дългоноси делфини (Stenella longirostris), които се събират всеки ден в Залива на делфините – едно от най-добрите места в света за наблюдения на този вид. Националният парк понастоящем се управлява от Институт Шико Мендис за опазване на биологичното разнообразие (ICMBio).

## Историческа справка
остров Фернандо де Норона е открит през август 1503 г. от португалския мореплавател Гонсалу Коелю и е наименуван от него в чест на спонсора на експедицията, португалския търговец Фернандо де Нороня (ок. 1470 – ок. 1540).
Преди да се превърнат в туристическа дестинация, каквито са днес, островите са място за задържане на затворници, изпратени за излежаване на присъди в съществуващия карцер, действал от 1737 до 1942, а от 1938 г. до закриването му —— само за дисиденти на Новата държава при управлението на Жетулио Варгас.
Според репортаж на списание O Cruzeiro, от 2 август 1930, затворът бива описан като демонски призрак за онези, отхвърлени от обществото, които живеят напълно изолирани от останалия свят, въпреки че правителството полага усилия да предоставя на затворниците здравословния начин на живот и комфорт